# Estadio Carta Clara
El Estadio Carta Clara fue un estadio de béisbol localizado en Mérida, Yucatán, México. Fue casa de los Leones de Yucatán de 1954 a 1981, hasta que el equipo se mudó al Estadio Kukulcán en 1982. El estadio contaba con capacidad para 9,000 aficionados.
Debe su nombre a una marca comercial de una cerveza que fabricaba la Cervecería Yucateca. En 1957 los Leones se coronaron por primera vez campeones de la Liga Mexicana de Béisbol en dicho inmueble.